# Mogwai (Gremlins)
Mogwai zijn fictieve wezens die voorkomen in de films Gremlins en Gremlins 2: The New Batch. In deze films zijn het harige wezentjes die zich met water aseksueel kunnen voortplanten, en de potentie hebben om te veranderen in reptielachtige gewelddadige wezens (Gremlins). In feite zijn Mogwai en Gremlins dus dezelfde soort.

## Etymologie
Het woord is afkomstig uit de Chinese talen (魔怪, Mandarijn: mogui, Kantonees: Mogwai), betekent letterlijk 'verborgen geest', en wordt gebruikt voor wezens die wij als spoken, geesten of duivels aanduiden.

## Beschrijving
Mogwai zijn kleine harige wezentjes die er erg schattig uitzien en wel wat weg hebben van cavia's. Ze zijn intelligent (Gizmo speelt bijvoorbeeld schaak met zijn eigenaar) en lopen op 2 poten. Verder kunnen ze prachtig zingen.
Hoewel de Mogwai met wie alles begon (Gizmo) zachtaardig is, is hij hierin een uitzondering. Vrijwel alle andere Mogwai zijn geneigd tot kattenkwaad en treiteren ook voortdurend elkaar en met name Gizmo. Ook proberen ze na middernacht te eten om zo Gremlin te kunnen worden. Volgens de boekversie van de film zijn Mogwai inderdaad per definitie boosaardig en hebben ze een grote hekel aan de paar uitzonderingen die goedaardig zijn. Mogwai hebben verder een kuddementaliteit en dus de neiging een leider te volgen. In Gremlins is dit Stripe, in Gremlins 2 Mohawk. Waar de andere Mogwai nog niet tot het echte kwaad in staat lijken, zijn hun leiders doorgaans boosaardiger en intelligenter. 
De enige zachtaardige Mogwai zijn Gizmo, en wellicht eventueel ook de Mogwai van de biologieleraar uit Gremlins. Hoewel deze laatste de leraar doodde haalde hij als Mogwai geen kattenkwaad uit, en lijkt het erop dat de behandelingen van de leraar, die hem als proefdier zag, hem tot het kwaad dreven.
In de novelle Gremlins wordt verder genoemd dat Mogwai en Gremlins onsterfelijk zijn. Gremlins leven echter doorgaans niet al te lang door hun agressieve en roekeloze gedrag. Verder lijkt het erop dat Mogwai (en Gremlins) aseksueel zijn.

## Regels
Voor Mogwai gelden een aantal 'regels'. Het niet naleven van deze regels kan leiden tot chaos of tot de dood van de Mogwai. In principe gelden de eerste twee 'regels' ook voor Gremlins.
- Stel een Mogwai niet bloot aan te fel licht. (Gedimd) kunstlicht kunnen ze nog verdragen, van feller kunstlicht deinzen ze terug, en zonlicht kan hen doden.
- Laat een Mogwai niet in contact komen met water en geef hem dat ook niet te drinken. Contact met water leidt tot een soort aseksuele voortplanting. De Mogwai of Gremlin zal in een voor hem zeer pijnlijk proces een soort bulten op de rug ontwikkelen, waaruit de kleine Mogwai of Gremlins uiteindelijk opgerold als een egel wegschieten. Na het neerkomen rolt de jonge Mogwai of Gremlin zich uit. Mogwai die nat worden creëren Mogwai, Gremlins die nat worden creëren Gremlins.
- Laat een Mogwai niet eten na middernacht. Wanneer dit toch gebeurt zal de Mogwai zich verpoppen en ontwikkelen tot een Gremlin. Deze regel geldt niet voor Gremlins omdat ze immers al Gremlins zijn.

## Gremlins
Wanneer een Mogwai eet na middernacht verpopt hij zich, om enkele uren later uit de pop te kruipen als een Gremlin. Een Gremlin is een rechtoplopend groen reptielachtig wezen met scherpe tanden en grote oren. Ze zijn groter en sterker dan Mogwai, hoewel het om dezelfde individuen gaat en ze hun herinneringen als Mogwai behouden. Ook behouden ze bepaalde kenmerken die ze als Mogwai ook hadden, zoals de haarkam van Stripe en Mohawk (Stripe behoudt de kam terwijl Mohawk een beenachtige kam ervoor in de plaats krijgt).
Ze zijn boosaardig en gewelddadig, en schrikken er niet voor terug mensen, dieren of soortgenoten te martelen of doden, uit kwaadaardigheid of plezier. Zelfs Brain, de intelligente Gremlin uit Gremlins 2, die zich aanvankelijk jegens een interviewer als beschaafd voordoet, schiet direct daarna een andere Gremlin dood met de mededeling dat dit weliswaar niet beschaafd, maar wel leuk is. Ook belt hij met een aandelenhandelaar met het advies te investeren in bedrijven die blikvoedsel en geweren produceren, implicerend dat de mensen die nog nodig zullen hebben door de anarchie die Gremlins veroorzaken.
Sommige Gremlins lijken zich simpelweg tevreden te stellen met het veroorzaken van chaos en kattenkwaad, en het bangmaken van mensen. Hoe dan ook loopt een Gremlin door zijn anarchistische en gewelddadige natuur een grote kans gedood te worden door mensen of andere Gremlins, of door een ongeluk.
Gremlins zijn anarchistischer dan Mogwai, maar ook zij luisteren naar leiders. In Gremlins 1 is dit Stripe, in Gremlins 2 Mohawk, die later in de film wordt vervangen door Brain die een drankje heeft gedronken dat hem intelligent maakt en een menselijke stem geeft. Er wordt gesuggereerd dat Mohawk de reïncarnatie van Stripe is.
In beide films ontstaan uiteindelijk hordes van rond de 1.000 Gremlins, die uiteindelijk op een na volledig uitgeroeid worden. Slechts Gizmo blijft over, in de goede handen van Billy.